# Robert Doisneau

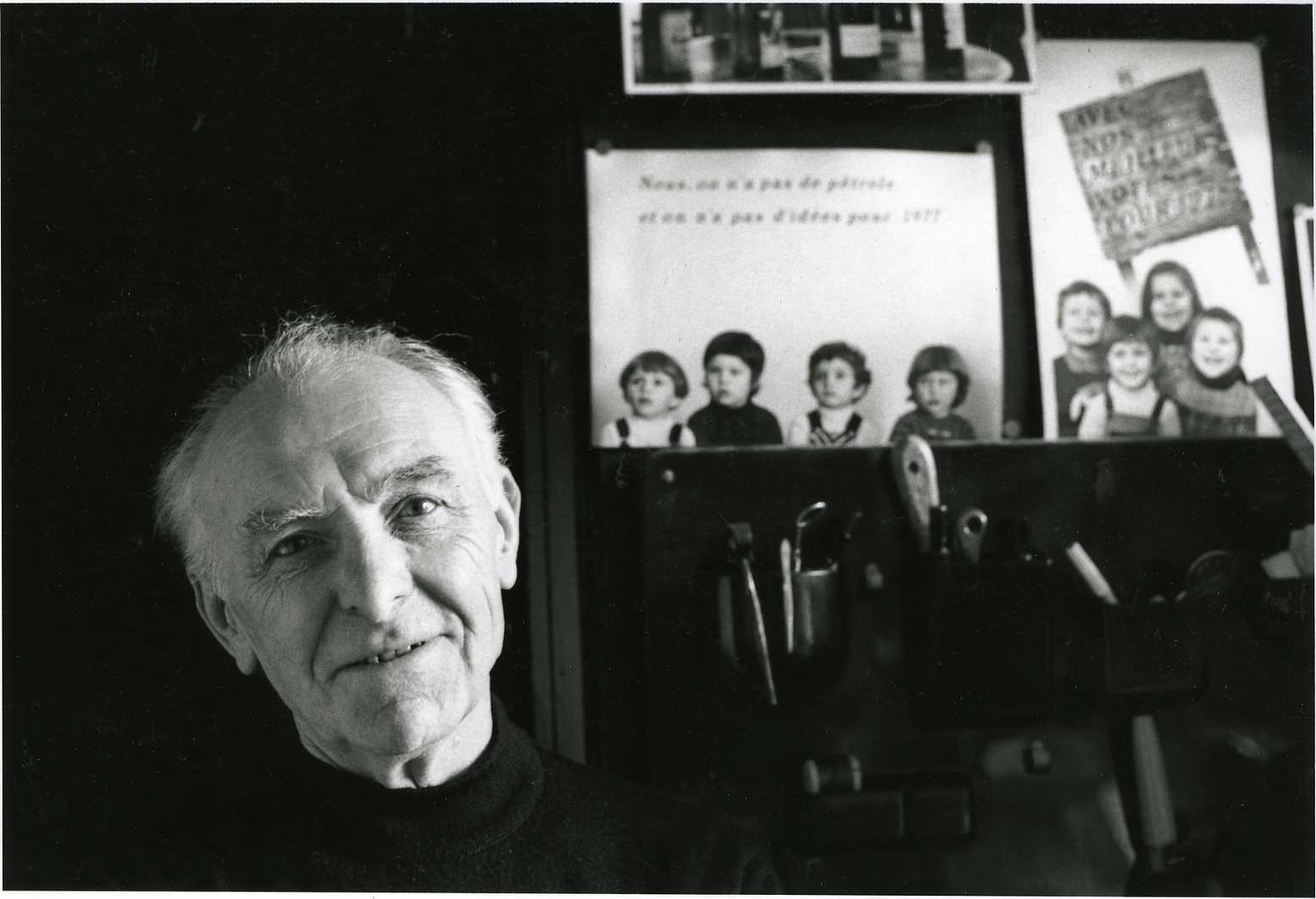
Doisneau in seinem Studio in Montrouge bei Paris (1992)

Robert Doisneau ([ʁɔˈbɛʁ dwaˈno]; * 14. April 1912 in Gentilly; † 1. April 1994 in Paris) war ein französischer Fotograf. Doisneau gilt als ein Vertreter der „humanistischen Fotografie“, „die sich den Menschen in ihrem Alltag zuwendet, anstatt grundsätzlich das Sensationelle zu suchen.“

## Leben
Robert Doisneau begann 1929 beruflich zu fotografieren, ein Jahr nach Abschluss seines Studiums an der École Estienne in Paris mit einem Diplom für Lithografie und Gravur. Seine erste Fotoreportage wurde 1932 gedruckt. 1934 wurde er Werksfotograf des heute abgerissenen Renault-Werkes auf der Île Seguin in Boulogne-Billancourt. 1939 gab er diese Anstellung auf und arbeitete freiberuflich. 2010 wurde in Boulogne-Billancourt als erste Schule in Frankreich ein zweisprachiges Gymnasium (frz., engl.), nach Doisneau benannt.
Er diente ein Jahr in der Armee und war danach Fotograf der Résistance; er dokumentierte die Besetzung und Befreiung von Paris. Der Kontakt während des Krieges mit Charles Rado, dem Gründer der Agentur Rapho, brachte ihn endgültig zum Fotojournalismus. Von 1946 an wurde er durch diese Agentur vertreten. Von 1949 bis 1952 arbeitete er für die Zeitschrift Vogue, davor und danach fotografierte er für Life, Paris Match, Réalités, Point de Vue, Regards und andere Illustrierte. Berühmt wurde der Flaneur Doisneau für seine Bilder aus den Straßen von Paris und dafür, wie er Menschen des Alltags ablichtete. Dabei entstanden rund 350.000 Fotos. Einige seiner Fotos, die in den 1940er und 1950er Jahren in Illustrierten erschienen, erhielten später nochmal größere Aufmerksamkeit. Eines davon ist das Foto Der Kuss vor dem Hôtel de Ville von 1950, das ein küssendes Paar vor dem Pariser Rathaus zeigt und das als sein berühmtestes Werk gilt. Es war zuerst in Life erschienen und entwickelte sich ab Mitte der 1980er Jahre zu einem beliebten Poster- und Postkartenmotiv. Auch aus Life stammte die Fotografie Un Regard Oblique, die ein Ehepaar vor einem Schaufenster zeigt und die ausgehend von einem 1982 veröffentlichten Artikel der feministischen Filmtheorie einige Aufmerksamkeit im akademischen Diskurs erfuhr. Neben Straßenszenen aus Paris ist Doisneau auch für Porträts von Persönlichkeiten wie Pablo Picasso, Fernand Léger, Georges Braque oder Orson Welles bekannt.
Fotografien von Doisneau sind heute im Besitz des Pariser Musée National d’Art Moderne, des britischen Victoria and Albert Museum sowie der New Yorker Häuser Museum of Modern Art und Metropolitan Museum of Art.
Eine enge Freundschaft verband ihn mit der Schauspielerin Sabine Azéma, die über ihn den Dokumentar-Kurzfilm Bonjour Monsieur Doisneau ou Le photographe arrosé (1992) veröffentlichte.
Sein Grab befindet sich auf dem kommunalen Friedhof des Dorfes Raizeux bei Rambouillet.

## Publikationen (Auswahl)
- 1945: Imprimeries Clandestines. Le Point, Lanzac Par Souillac.
- 1949: La Banlieue de Paris. Mit Blaise Cendrars, Lausanne, La Guilde du livre.
- 1955: 1, 2, 3, 4, 5, compter en s’amusant. Lausanne, La Guilde du livre.
- 1976: Das Paris von Robert Doisneau und Max-Pol Fouchet. Volk und Welt, Berlin.
- 1980: Drei Sekunden Ewigkeit. Schirmer/Mosel, München, ISBN 3-88814-847-2.
- 1990: Renault. Die dreißiger Jahre. Nishen, Berlin, ISBN 978-3-88940-047-5.
- 2010: Mein Paris. Schirmer/Mosel, München 2010, ISBN 978-3-8296-0502-1.
- 2014: Robert Doisneau. Taschen, Köln 2014, ISBN 978-3-8365-4714-7.

## Auszeichnungen
- 1947: Prix Kodak (1947)[6]
- 1956: Prix Niepce[6]
- 1983: Grand Prix National de la Photographie[6]
- 1984: Chevalier de la Légion d’Honneur[6]

## Film
- Robert Doisneau. Fotograf, Humanist, Freund. (OT: Robert Doisneau. Le révolté du merveilleux.) Dokumentarfilm, Frankreich, 2015, 77:03 Min., Buch und Regie: Clémentine Deroudille, Produktion: Day For Night Productions, arte France, INA, Erstsendung: 23. Oktober 2016 bei arte, Inhaltsangabe von ARD. Die Regisseurin ist eine Enkelin von Robert Doisneau und hatte Zugang zu bisher unveröffentlichten Materialien aus dem Nachlass.[9] Im Kino unter dem deutschen Titel Robert Doisneau. Das Auge von Paris.[10]